# Calendrier julien proleptique
 (signalé en août 2025).
Si vous disposez d'ouvrages ou d'articles de référence ou si vous connaissez des sites web de qualité traitant du thème abordé ici, merci de compléter l'article en donnant les références utiles à sa vérifiabilité et en les liant à la section « Notes et références ».
- Archive Wikiwix
- Bing
- Cairn
- DuckDuckGo
- E. Universalis
- Gallica
- Google
- G. Books
- G. News
- G. Scholar
- Persée
- Qwant
- (zh) Baidu
- (ru) Yandex
- (wd) trouver des œuvres sur Wikidata

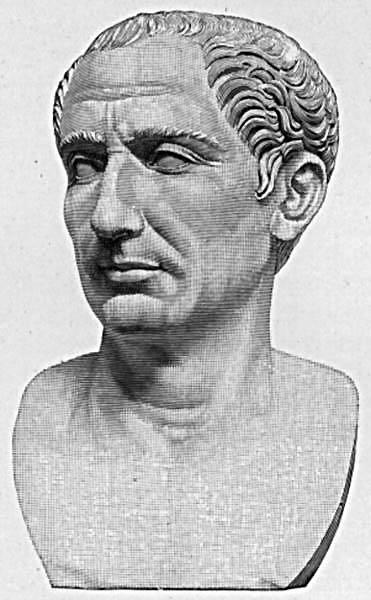
Buste représentant Jules César

Le calendrier julien proleptique est produit en rétropolant le calendrier julien aux dates antérieures à son introduction officielle en 45 av. J.-C.
En utilisant le système de numération romaine, qui n'inclut pas zéro, il est traditionnel pour représenter les années précédant 1 en tant que « 1 av. J.-C. », etc. Dans ce système, 1 av. J.-C. serait une année bissextile, bien que les années bissextiles réellement utilisées entre 46 av. J.-C. et 4 aient été erratiques (voir l'article sur le calendrier julien pour plus de détails).
En utilisant un système de numération qui inclut zéro, il est plus commode d'inclure une année zéro et de représenter les années antérieures en tant que négatif. C'est la convention utilisée dans le calendrier julien astronomique. Dans ce système, l'année 0, équivalant à 1 av. J.-C., est une année bissextile.